# Avenida Nazaré
A Avenida Nazaré é uma das mais tradicionais vias da capital paraense. Localizado no bairro Nazaré, a avenida se destaca pela manifestação religiosa do Círio de Nazaré, que dias antes da procissão, algumas quadras são decorada com arcos, utilizando-se motivos que homenageiam a santa.

## História
Nos primórdios da antiga povoação de Santa Maria de Belém do Grão Pará, era conhecida por Caminho da Utinga. Esse caminho se estendia do Largo da Pólvora (atual Praça da República) até o engenho de Teodureto Soares (onde hoje está o Colégio Gentil Bittencourt).
A ocupação do bairro começou em 1774 com a construção de uma capela em devoção a Nossa Senhora de Nazaré (que acabou por originar o Círio de Nazaré, mais importante manifestação religiosa do Pará). Inicialmente ocupada pela população pobre. Mais tarde, a elite invadiu a área em busca de sossego (longe do grande centro da cidade), construindo grandes residências rurais. Na primeira metade do século XIX, o bairro teve arruamento, o que contribuiu para sua urbanização.
No século XVIII, com o culto à Nossa Senhora de Nazaré que ocorria nas imediações desta via, convencionou-se chama-la de Caminho de Nazaré. No final do século XIX, a "Nazaré" ganhou trilhos para a instalação de bondes com tração animal. Os imóveis passaram a ser valorizados no ciclo da borracha e houve a revitalização da área com a construção de edificações mais aristocráticas (chamadas “rocinhas”).
Com o tempo, o largo e sempre arborizado o "caminho" transformou-se num dos principais eixos da cidade: a atual Avenida Nazaré.

## Conjunto arquitetônico tombado
Em 28 de março de 1985, algumas das edificações histórias do conjunto arquitetônico da Avenida Nazareth foram tombadas pelo Instituto do Patrimônio Histórico e Artístico Nacional (IPHAN) como um conjunto por sua importância histórica, arquitetônica e cultural.